# Ṛtusaṃhāra
Ṛtusaṃhāra, souvent écrit Ritusamhara, (devanagari : ऋतु ṛtu, "saison" ; संहार saṃhāra, "compilation") est un long poème ou une mini-épopée en sanskrit attribué à Kalidasa. Le poème comporte six cantos pour les six saisons indiennes : grīṣma (été), varṣā (mousson / pluies), śarat (automne), hemanta (froid), śiśira (hiver) et vasanta (printemps). Il est généralement considéré comme le premier travail de Kalidasa.

## Voir également
- Littérature sanskrite
- Drame sanscrit